# 南馬込
南馬込（日语：／ Minami-magome */?）的東京都大田區的町。現行行政地名為南馬込一丁目至南馬込六丁目。2013年8月1日為止的人口有24,181人。郵遞區號為143-0025。

## 地理
位於東京都大田區北部。北至環七通，接東馬込。東至環七通，接山王。南鄰中央、池上。西至第二京濱，接中馬込、西馬込。町域內車站周邊可見商店，其他主要為住宅地。

## 歷史
根據《小田原眾所領役帳》，後北條氏家臣梶原助五郎拜領馬込村，馬込城為居城。梶原氏自稱為活躍於治承、壽永之亂（源平合戰）的武將梶原景時子孫。城址附近的萬福禪寺是梶原景時之墓所在地。此外，萬福禪寺還保存了戰國時代北條氏直家臣梶原三河守使用的馬具。馬込城頗具規模（範圍大約是南馬込五丁目全體），但現在已完全宅地化，難以確認正確的城池範圍。

### 地名由來
町名意為馬込地區的南部。

## 交通
町域西端的第二京濱下是都營淺草線西馬込站（位於西馬込）。此外，還可利用附近的巴士路線。東海道新幹線、橫須賀線（品鶴線）通過此地，但未設站。
- 東急巴士
  - 森02系統 荏原町站入口 - 大森站（大森操車所）行經馬込橋、大田文化之森
  - 蒲15系統 荏原町站入口 - 蒲田站  行經馬込橋，大田文化之森
  - 森06系統 上池上循環（外回）大森站，池上站方向
  - 森07系統 上池上循環（內回）馬込站前，夫婦坂，上池上方向
  - 森91系統 新代田站前 - 大森站（大森操車所） 行經長原、上馬馬込站前

## 設施
- 大田區立馬込小學校
- 大田區立梅田小學校
- 大田區立馬込第二小學校
- 大田區立馬込東中學校
- 東京都交通局馬込車輛檢修場（都營淺草線車輛基地。正門顯示為東京都交通局馬込車輛基地）
- 南晴寺
- 大倉山公園
- 萬福寺
- 長遠寺
- 八幡神社
- 北野神社
- 湯殿神社
- 神明神社
- 北野神社
- 善照寺
- 大田區立鄉土博物館
- 大田區立熊谷恒子紀念館
- 大田區立馬込區民中心
- 大田區立南馬込文化中心

## 其他
4丁目32番地8號（舊馬込東1丁目1333番地）是三島由紀夫於1959年（昭和34年）起的居住地。

## 備註
1. ↑  .   [2013-08-26]. （原始内容存档于2014-02-18）.
2. ↑   『決定版 三島由紀夫全集第42巻・年譜・書誌』（新潮社，2005年）